# Charlie Vickers
Charlie Vickers, né le 24 octobre 1992, est un acteur australien, connu pour ses rôles dans le drame historique Les Médicis : Maîtres de Florence (2018), le film Palm Beach (en) (2019) et celui de Sauron dans la série de fantasy d'Amazon Prime Le Seigneur des anneaux : Les Anneaux de pouvoir (2022).

## Jeunesse
Charlie Vickers naît en 1992 à St Kilda, à Melbourne, en Australie et grandit à Geelong. Il étudie pour un diplôme en arts à l'Institut royal de technologie de Melbourne et pratique le théâtre amateur, avant d'être auditionné à Sydney pour une école de théâtre basée au Royaume-Uni.
Pour poursuivre sa carrière d'acteur, Vickers déménage à Londres, où il rejoint la Central School of Speech and Drama, obtenant son diplôme en 2017.

## Carrière
Vickers fait ses débuts en 2018, incarnant le personnage de Guglielmo Pazzi, plus jeune fils de la famille Pazzi, dans huit épisodes de la série télévisée Netflix Les Médicis : Maîtres de Florence. En 2019, Vickers joue dans la comédie dramatique Palm Beach (en), réalisée par Rachel Ward où il a prend le rôle de Dan, aux côtés de Sam Neill, Matilda Brown (en), Greta Scacchi et Richard E. Grant. En 2020, Vickers apparaît dans le film à suspense de Douglas Ray, Death in Shoreditch, dans lequel il interprète le rôle d'Andrews, aux côtés de Carryl Thomas.
En 2022, Vickers décroche le rôle de Sauron dans la série Amazon Le Seigneur des anneaux : Les Anneaux de pouvoir, apparaissant pour la première fois dans l'épisode 2 aux côtés de Morfydd Clark (qui incarne Galadriel), sous les traits d'un humain nommé Halbrand. Vickers ignore alors qu'il doit jouer Sauron jusqu'au tournage du troisième épisode. Pour s'imprégner son rôle, Vickers part en randonnée cinq jours dans le parc national de Tongariro, en Nouvelle-Zélande. Pour réaliser les scènes sous-marines, Vickers apprend à plonger en apnée.
En 2022, Vickers joue dans une mini-série adaptée du roman de Holly Ringland, The Lost Flowers of Alice Hart.
Vickers est aussi un coureur passionné, ayant couru plusieurs triathlons et allant courir 5 à 10 km plusieurs fois par semaine.

## Filmographie

### Films
| An   | Titre               | Rôle   | Remarques |
| ---- | ------------------- | ------ | --------- |
| 2019 | Palm Beach (en)     | Dan    | film      |
| 2020 | Death in Shoreditch | Andrew | film      |

### Télévision
| An          | Titre                                            | Rôle               | Remarques                    |
| ----------- | ------------------------------------------------ | ------------------ | ---------------------------- |
| 2018        | Les Médicis : Maîtres de Florence                | Guglielmo Pazzi    | 8 épisodes                   |
| 2022 - 2024 | Le Seigneur des anneaux : Les Anneaux de pouvoir | Halbrand / Annatar | Rôle principal - 14 épisodes |
| 2022        | Les Fleurs Sauvages                              | Clem Hart          | 1 épisode                    |